# Hirvijoen metsät
Hirvijoen metsät este o arie protejată (arie specială de conservare — SAC, sit de importanță comunitară — SCI) din Finlanda întinsă pe o suprafață de 76 ha, integral pe uscat.

## Localizare
Centrul sitului Hirvijoen metsät este situat la coordonatele 63°05′29″N 23°16′16″E / 63.0914°N 23.2711°E.

## Înființare
Situl Hirvijoen metsät a fost declarat sit de importanță comunitară în iunie 2005 pentru a proteja 1 specie de animale. Situl a fost protejat și ca arie specială de conservare în aprilie 2015.

## Biodiversitate
Situată în ecoregiunea boreală, aria protejată conține 2 habitate naturale: Taiga vestică, Mlaștini împădurite.
La baza desemnării sitului se află o specie protejată de  mamifere: veveriță zburătoare siberiană (Pteromys volans).